# Cantó de Lilla-Est
El cantó de Lilla-Est és una antiga divisió administrativa francesa, situada al departament del Nord i la regió dels Alts de França. Va desaparèixer el 2015.

## Composició
El cantó de Lille-Est comprèn les comunes de:
- Lilla (Lille Fives)
- Hellemmes

## Història
| Date d'elecció                        | Identitat         | Partit |
| ------------------------------------- | ----------------- | ------ |
| 1973-2011                             | Bernard Derosier  | PS     |
| 2011-2015                             | Frédéric Marchand | PS     |
| Les dades anteriors no són conegudes. |                   |        |
|                                       |                   |        |

## Demografia
| 1962 | 1968 | 1975 | 1982 | 1990 | 1999   | 2006   | 2011   |
| ---- | ---- | ---- | ---- | ---- | ------ | ------ | ------ |
| -    |      |      |      |      | 30.154 | 28.941 | 32.072 |